# José Paciano Laurel
José Paciano Laurel y García (Tanauan, 9 de març de 1891 - Manila, 6 de novembre de 1959) va ser president de la República de les Filipines, promogut per Japó, durant la Segona Guerra Mundial, de 1943 a 1945. No va ser reconegut com a president legítim fins a la presidència de Diosdado Macapagal (1961–1965).

## Biografia
José Paciano Laurel va néixer el 9 de març de 1891 al poble de Tanauan. Els seus pares van ser Sotero Laurel, Sr. i Jacoba García; el seu pare havia estat un oficial durant el govern revolucionari d'Emilio Aguinaldo i va ser un dels signants de la Constitució de Malolos de 1898.
Laurel va estudiar dret a la Universitat de les Filipines, Universitat de Sant Tomás i a la Universitat Yale, on va obtenir el seu doctorat en dret.
Quan Japó va envair Filipines, el president Manuel L. Quezon inicialment va fugir a Bataan i després als Estats Units d'Amèrica per establir un govern en l'exili. Quezon li va ordenar a Laurel, Vargas i altres membres del gabinet que es quedessin. Laurel estava entre els funcionaris de la Mancomunitat instruïts per l'Exèrcit Imperial Japonès per tal de formar un govern provisional quan van envair i van ocupar el país. Va cooperar amb els japonesos. Durant la seva presidència, Filipines va enfrontar una aclaparant escassetat d'aliments que va demandar gran part de l'atenció de Laurel. Després del desembarcament en Leyte de les forces dirigides pel general Douglas MacArthur el 20 d'octubre de 1944, quan van progressar fins a la capital Manila, el govern de Laurel es va veure forçat a l'exili a Taiwan i després al Japó, on Laurel va proclamar la dissolució del règim després de la rendició incondicional japonesa al setembre de 1945.
En 1946 va ser acusat de 132 càrrecs de traïció, però mai va ser portat davant de judici a causa de l'amnistia general atorgada pel president Manuel Roxas en 1948. El 6 de novembre de 1959, Laurel va morir a l'hospital Nuestra Señora de Lourdes, a Manila, a causa d'un atac cardíac massiu i un vessament cerebral. Es troba enterrat a Tanauan, Batangas.

### Intent d'assassinat
El 5 de juny de 1943, Laurel es trobava jugant al golf en el Wack Wack Golf and Country Club de Mandaluyong quan rebé quatre trets de bala amb una pistola del calibre .45. Les bales van passar molt a prop del seu cor i el seu fetge. Els seus companys de joc, entre ells el president de la Far Eastern University, Nicanor Reyes Sr., van acompanyar-lo corrents a l'Hospital General de les Filipines, on fou operat pel Cirurgià en Cap Militar de l'Administració Militar Japonesa i per cirurgians filipins. Laurel es va recuperar amb rapidesa.
Dos sospitosos del tiroteig foren capturats i executats fulminantment per la Kempeitai. Un altre sospitós, un antic boxejador anomenat Feliciano Lizardo, va ser portat pels japonesos davant del llit de l'hospital on era Laurel, per tal que l'identifiqués, però Laurel va dir en aquell moment que no recordava amb claredat. Tanmateix, en les seves memòries de 1953, Laurel va admetre que Lizardo, aleshores guardaespatlles que hauria sacrificat la seva vida per Laurel, era de fet l'executor de l'intent d'assassinat. Tot i això, l'historiador Teodoro Agoncillo en el seu llibre sobre l'ocupació japonesa, va identificar un capità de la guerrilla com el franctirador.